# Fabien Patanchon
Fabien Patanchon (n. Burdeos, Francia; 14 de junio de 1983) es un ciclista profesional.
Debutó como profesional a finales del año 2005, con el equipo Française des Jeux. 

## Palmarés
2005
- París-Tours sub-23

2009 (como amateur)
- 2 etapas del Kreiz Breizh Elites

2011 (como amateur)
- 1 etapa del Tour de Gironde

## Resultados en las Grandes Vueltas
| Carrera         | 2005 | 2006  | 2007  | 2008 |
| --------------- | ---- | ----- | ----- | ---- |
| Giro de Italia  | -    | -     | 131.º | -    |
| Tour de Francia | -    | -     | -     | -    |
| Vuelta a España | -    | 128.º | -     | -    |
| Mundial en Ruta | -    | -     | -     | -    |

-: no participa

Ab.: abandono

## Equipos
- Française des Jeux (2005[1]-2007)
- Caisse d'Epargne (2008)